# Cadete (genealogia)
Deriva do baixo latim capitettus, diminutivo de caput, que literalmente significa “pequeno chefe” ou “cabeça”.  Na genealogia, um cadete é um filho jovem, ao contrário do primogênito herdeiro. Compare puisne.

## Etimologia
A palavra é gravada em português desde 1757, originalmente para um jovem filho, idêntico ao francês, que é derivado do Gascão Occitânico (falado na Gasconha , no sudoeste da França) capdet  "capitão, chefe", no fase do latim tardio capitellum, o diminutivo do latim "caput "cabeça" (daí também o chefe).
Filhos menores de famílias Gascon aparentemente eram enviados para o tribunal francês para servir como oficiais; como uma regra de não-herdeiros da nobreza européia procuravam a carreira militar ou a membros do clero.

## Utilização
Como adjetivo, "cadete" é utilizado para significar um  ramo júnior de uma família. Assim, o ramo dos Orléans  é um ramo cadete da família Bourbon.
Para status, como tal, o substantivo cadência existe, como na heráldica termo marca de cadência é uma característica que a distingue o brasão de armas do pai do filho cadete, que é transmitida inalteradamente apenas para o herdeiro (normalmente primogênito).
O militarismo tem sido a tradicionalmente escolha de carreira da nobreza ao longo dos séculos, e tem sido habitual, que o filho primogênito herde o título, terras e bens, enquanto os mais filhos mais jovens, de uma família nobre, fosse para a carreira militar, muitas vezes para serem treinados como oficiais. Daí o significado de "ramo cadete" para um ramo de uma família júniar e o termo "cadete" para um oficial em treinamento.